# Festival of Lights
Festival of Lights (v češtině Festival světel) je festival, který se koná vždy v říjnu v Berlíně. Během tohoto festivalu jsou nasvícené různé domy a ulice Berlína, například Braniborská brána nebo Televizní věž. Festival se konal poprvé v roce 2005. V roce 2011 se festival konal od 12. října do 23. října a navštívilo ho okolo 1,5 milionů lidí. V roce 2012 se festival konal až do 24. října a v roce 2013 tomu taky bylo tak. V roce 2014 to bude trvat daleko déle a bude daleko velkolepější než předchozí ročníky.